# Хендерсон, Александр (богослов)
Александр Хендерсон (англ. Alexander Henderson; 1583 — 19 августа 1646) — шотландский церковный деятель, богослов, один из авторов Национального ковенанта и идеологов ковенантского движения XVII века.

## Биография
Александр Хендерсон родился в местечке Крих, в Файфе, в 1603 году окончил Сент-Эндрюсский университет и вскоре получил там должность профессора риторики и философии. Позднее архиепископ Сент-Эндрюсский назначил Хендерсона пастором Лейхарса. Хотя в молодые годы Хендерсон симпатизировал епископальной системе организации церкви, в 1620-х годах он стал известен как один из ярых сторонников пресвитерианской системы. Хендерсон возглавил движение части шотландского духовенства против реформ короля Карла I, направленных на введение в пресвитерианское богослужение элементов англиканства и усиление власти епископов. Хендерсон был одним из организаторов петиционной кампании в Шотландии против введения «Пяти пертских статей», новых канонов и литургии (1636—1637). Вероятно также, что Хендерсон вместе с лордами Балмерино и Лаудоном были тайными организаторами «стихийного» мятежа в Эдинбурге 23 июля 1637 года, ставшего началом общешотландского восстания против короля.
В начале 1638 года Александр Хендерсон вместе с Арчибальдом Джонстоном написали «Национальный ковенант», манифест шотландской оппозиции, призывающий к совместной борьбе в защиту пресвитерианской церкви. 28 февраля и 1 марта 1638 года Национальный ковенант был подписан представителями шотландской аристократии, дворянства, духовенства и горожан, а вскоре этот документ был поддержан практически всем шотландским обществом, став ядром объединения нации в борьбе против королевского абсолютизма. Основной вклад Хендерсона в текст Ковенанта заключался в разработке теологической доктрины «завета» шотландского народа с Богом, которая стала стержнем манифеста и легла в основу пресвитерианской религиозной доктрины.
В июле 1638 года Хендерсон принял участие в организованном в Абердинском университете диспуте между пресвитерианами и сторонниками епископального устройства, который однако не имел успеха и не склонил университет к принятию Ковенанта. В ноябре 1638 года Хендерсон, чей авторитет среди шотландского духовенства, по признанию современников, не имел себе равных, был избран председателем генеральной ассамблеи шотландской церкви, собравшейся в Глазго. Несмотря на приказ королевского комиссара маркиза Гамильтона распустить ассамблею, Хендерсон не подчинился и продолжил заседания, на которых были приняты исторические решения об отмене королевских нововведений в пресвитерианстве и ликвидации епископата. В 1640 году Хендерсон был избран ректором Эдинбургского университета.
В период Епископских войн шотландских ковенантеров против короля Карла I Хендерсон входил в состав шотландских делегаций на мирных переговорах сначала в Берике, а позднее в Рипоне и Лондоне, завершившихся подписанием Лондонского договора, установившим мир между королём и его шотландскими подданными и зафиксировавшим завоевания ковенантского движения. Во время нахождения в Англии, Хендерсон сблизился с лидерами английских пуритан, и в дальнейшем неоднократно выступал с идеей выработки единых обрядов и принципов церковной организации для обоих британских государств. В 1641 году, во время своего визита в Шотландию, Карл I назначил Хендерсона королевским капелланом и установил ему содержание в размере 4 000 шотландских марок. После начала гражданской войны в Англии Хендерсон пытался способствовать достижению компромисса между королём и парламентом, но без какого-либо успеха.
В 1643 году Александр Хендерсон, вновь избранный председателем генеральной ассамблеи, представил на утверждение текст «Торжественной лиги и Ковенанта», который должен был стать основой объединения церквей Англии и Шотландии. Хендерсон возглавил шотландскую делегацию на переговорах с английским парламентом, завершившихся принятием «Торжественной лиги и Ковенанта» обоими британскими государствами. В течение трех лет Александр Хендерсон являлся официальным представителем Шотландии на Вестминстерской ассамблее, занимавшейся реформированием доктрины и обрядов англиканской церкви в направлении сближения с пресвитерианством. Когда в 1646 году король Карл I сдался на милость шотландской армии, Хендерсон прибыл к королю и обсуждал с ним преимущества и недостатки пресвитерианской и епископальной церковной организации. В августе 1646 года, спустя восемь дней после возвращения в Шотландию, Хендерсон скончался.
Александр Хендерсон по праву считается одним из величайших шотландских государственных и церковных деятелей. Благодаря его богословским работам, в первую очередь, «Национальному ковенанту» 1638 года и «Торжественной лиге и Ковенанту» 1643 года, Хендерсон встал в один ряд с отцами-основателями пресвитерианства Джоном Ноксом и Эндрю Мелвиллом.